# Al fondo hay sitio
Al fondo hay sitio (trad. litt. : « Il y a une place au fond », en référence à la phrase prononcée par les contrôleurs des combis liméniens (es)) est un feuilleton télévisé quotidien péruvien en 1 583 épisodes de 50 minutes créé par Efraín Aguilar et Gigio Aranda, diffusée depuis le 30 mars 2009 sur América Televisión. Il est également diffusé en Équateur sur Ecuavisa et en Bolivie sur Unitel.
Ce feuilleton met en scène la vie de deux familles dont la situation d’antagonisme socio-économique les oppose tous les jours. Il a battu des records d’audience et est devenu le feuilleton le plus populaire de ces derniers temps au Pérou.
Le feuilleton est inédit dans tous les pays francophones. 

## Synopsis
Le plus chic des quartiers de Lima, Las Lomas, est bouleversé par l’arrivée des Gonzales, une famille modeste provenant de Ayacucho, qui s’établissent dans une maison inachevée dont ils sont les héritiers. Pourtant, leurs mœurs grossières vont parfois contrarier le mode de vie des Maldini, la plus aisée des familles à Las Lomas.

## Distribution
La distribution d'origine se compose d'environ quinze acteurs principaux :
| Acteur                 | Personnage            | Alias                     |
| ---------------------- | --------------------- | ------------------------- |
| Irma Maury (es)        | Nelly Camacho         | Doña Nelly                |
| Gustavo Bueno (es)     | Gilberto Collazos     | Don Gilberto              |
| David Almandoz (es)    | José Gonzales         | Pepe                      |
| Magdyel Ugaz (es)      | Teresa Collazos       | Teresita                  |
| Mónica Sánchez         | Rosario Flores        | Charo                     |
| Erick Elera (es)       | Joel Gonzales         | Niño Pez                  |
| Mayra Couto (es)       | Graciela Gonzales     | Grace                     |
| Aarón Picasso          | Jaime Gonzales        | Jaimito                   |
| László Kovács (en)     | Alberto Lara          | Tito                      |
| Yvonne Frayssinet (es) | Francesca Maldini     | Nonna, Madame             |
| Karina Calmet (es)     | Isabella Maldini      | Palo seco                 |
| Sergio Galliani (es)   | Miguel Ignacio        | Nacho, Viscacha estreñida |
| Andrés Wiese (es)      | Nicolás de las Casas  | Nico, Ricolás             |
| Nataniel Sánchez (es)  | Fernanda de las Casas | Monga                     |
| Adolfo Chuiman (es)    | Rodolfo Rojas         | Peter                     |
| Junior Silva (es)      | Kevin Arturo Manrique | Pollo Gordo               |

## Personnages

### Personnages principaux
| Les Gonzales - Nelly Camacho Morote de Collazos (« Doña Nelly ») - Gilberto Collazos (« Don Gilberto ») - José Gonzales (« Pepe ») - Teresa Collazos Camacho (« Teresita ») - Rosario Flores de Gonzales (« Charo ») - Joel Gonzales Flores (« Niño pez ») - Graciela Gonzales Flores (« Grace ») - Jaime Gonzales Flores (« Jaimito ») - Alberto Lara Smith (« Tito ») | Les Maldini - Francesca Vittoria Maldini ( « Madame » ou « Nona ») - Bruno Picasso - Isabella Fernanda Picasso Maldini (« Palo seco ») - Miguel Ignacio de las Casas Giraldez (« Nacho ») - Nicolás de las Casas Picasso (« Nico » ou « Ricolás ») - Fernanda de las Casas Picasso (« Monga ») - Rodolfo Rojas (« Peter Mackey ») |

### Personnages secondaires

#### Récurrents
| - Michael Miller Villavicencio (« Mike », « Gringo atrasador ») - Raúl Del Prado Pflücker (« Platanazo ») - Kevin Arturo Manrique (« Pollo gordo ») - Félix Saturnino Panduro (« Juélix ») - Gladys Rengifo (« La Gladys ») - Susana Ferrand ( « Susú ») - Mia Wong | - Claudia Zapata (« Mirada de tiburón ») - Leonardo Rizo-Petrón (« Leo ») - Padre Manuel - Cayetana Bogani - Gianfranco Bogani (« Gianguapo ») - Andrea Aguirre - Margarita Arizmedi (« Flacucha ») |

#### Autres
| - Bonifacio Pereyra (« Potter ») - Julieta - Vanesa Camacho Morote (« Vanessa ») - Liliana Morales | - María Eugenia Pflücker (« Cacatúa ») - Bertha Domínguez - Mariano Penn-Davis (« Pendeivis ») - Luciana Del Prado |